# 长沙市高等院校红卫兵司令部
长沙市高等院校红卫兵司令部，简称长沙高司、长高司或高司，是中国湖南省长沙市文化大革命时期的群众组织。在军队支左中被湖南省军区支持，与湘江风雷和长沙市革命造反派工人联合委员会对立。

## 历史
1966年10月15日成立于长沙。1966年年底，高司单方面与张平化在湖南大学望江楼私下会谈，签订了关于湖南文化大革命的《望江楼协议》。1967年2月8日，在湖南省军区的支持下，高司、“长沙地区公检法夺权委员会”等12个组织发起成立了“湖南省红色造反者联合筹备委员会”（“湖南省红联”）。1967年9月左右，高司消散。

## 性质
陳益南称，高司的头头仍称自己是造反派，但其统率的大多是不赞成造反的“红保军”、“赤卫队”旧部，虽然这些大学生红卫兵是长沙市最早的造反派，工人造反派却开始将高司看做保守派。文革结束后，高司某些头头也乐意自称“保守派”，一度得势。从1982年秋起，整党、清理三种人、否定文革的教育、机构改革相继开始，高司同遭否定。